# 裸腹叶须鱼
裸腹叶须鱼（学名：Ptychobarbus kaznakovi）为輻鰭魚綱鯉形目鲤科叶须鱼属的鱼类，俗名花鱼，是中国的特有物种。分布于金沙江水系、澜沧江、怒江上游干支流等，一般生活于干支流流水环境。该物种的模式产地在金沙江。本魚身體淺灰褐色背面身體而且有不規則的極小斑點，頭頂與背部，胸鰭與尾鰭鰭有許多斑點。具觸鬚1對，吻突出。

## 扩展阅读
維基物種上的相關：裸腹叶须鱼